# Fondation Hans Wilsdorf
Pour les articles homonymes, voir Hans Wilsdorf et Wilsdorf.
La Fondation Hans Wilsdorf est une fondation privée de droit suisse, établie à Carouge (dans le canton de Genève). Elle est propriétaire exclusive du groupe d'horlogerie Rolex.

## But
Le but premier de la fondation est d'assurer la pérennité du groupe Rolex. Puis, il est d’« allouer des dons à diverses œuvres de bienfaisance et à des patronages énumérés dans l’acte de fondation ainsi qu’à l’École d'horlogerie de Genève, à l’École des arts décoratifs de Genève, section arts industriels, à la Faculté des sciences économiques et sociales de l’université de Genève, au Laboratoire suisse de recherche horlogère à Neuchâtel ».

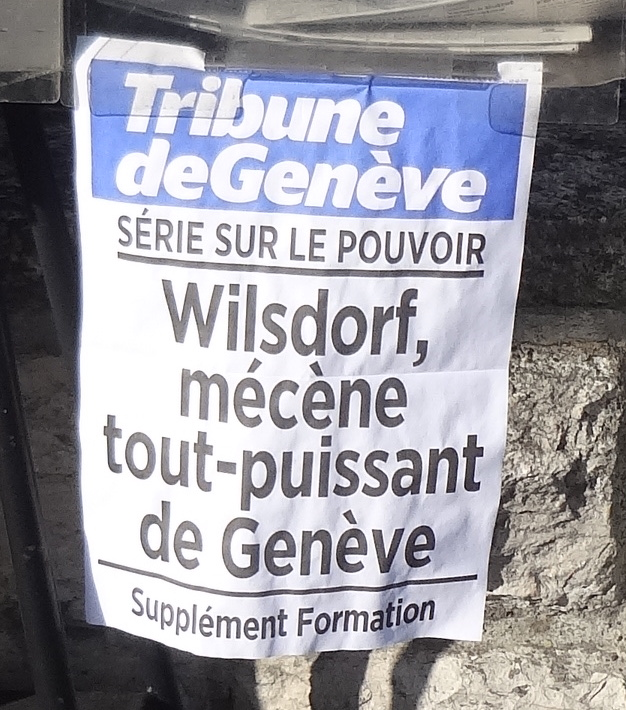
Manchette de la Tribune de Genève du 2 2 2018.

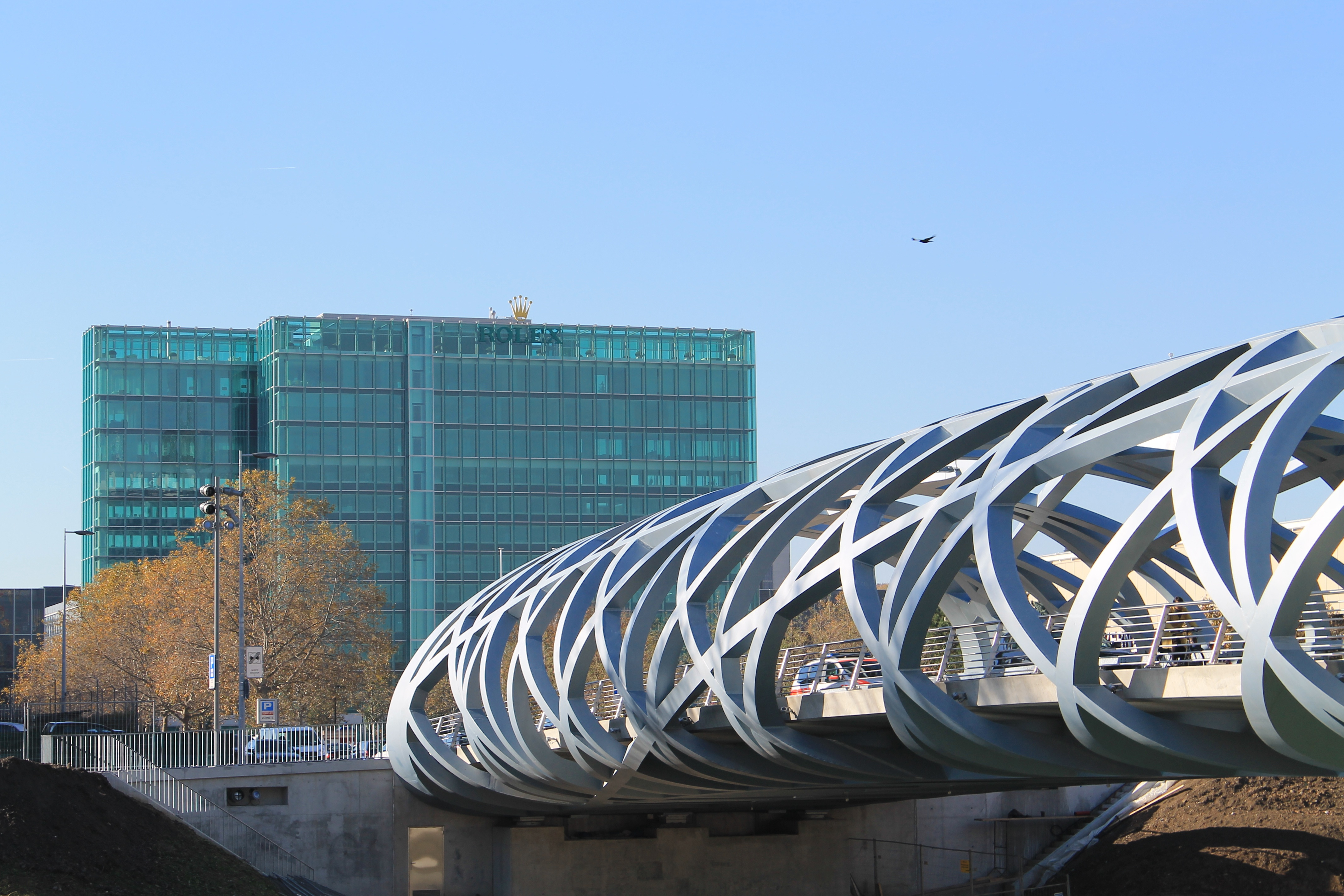
Le pont Hans-Wilsdorf dans l’axe du principal bâtiment de Rolex à Genève.

### Méthode
La fondation soutient des institutions sociales et accorde des aides financières à des personnes dans le besoin, via des services sociaux. Elle accorde des bourses d’études et finance des mesures favorisant l’accès ou le retour à l’emploi. Elle subventionne des institutions dans le domaine de la musique, du théâtre et des arts visuels. Elle soutient des projets de protection des animaux dans le monde entier.

### Direction
La Fondation Hans Wilsdorf est placée sous la responsabilité d’un conseil de fondation de actuellement huit membres, traditionnellement des notables ou des personnalités politiques genevoise influentes et des membres de la famille Wilsdorf. Elle a été présidée de 1995 à 2013 par un notaire, Pierre Mottu, puis dès novembre 2013 par le notaire associé de Me Mottu, Costin van Berchem.

## Histoire
La fondation a été créée le 1er août 1945 par Hans Wilsdorf (président et fondateur de Rolex), après le décès de sa femme en 1944. Comme confirmé par la lecture de son testament en 1960, il lègue l’ensemble de ses actions à la fondation pour que l’entreprise Montres Rolex SA lui survive. La forme juridique actuelle de la fondation date du 21 janvier 1986.
Au moins dès 2006, un « Prix d'excellence » est remis à des artistes diplômés de la Haute École d'art et de design (HEAD). D'une valeur de 50 000 CHF chacun, ils concernent d'abord trois disciplines, puis quatre dès 2012 et cinq dès 2015 : Design Bijou, montre et accessoires, Design Mode, Cinéma, Communication visuelle et Media Design, Design d’Espace et Architecture d’intérieur,.
La Tribune de Genève consacre en 2018 une série aux dix acteurs les plus influents du canton de Genève, dont la fondation Wilsdorf : « C’est un mécène, certes, mais sa puissance financière, sa capacité à irriguer de ses dons le tissu social et culturel, ses investissements dans les infrastructures en font un acteur incontournable ». La fondation aurait un code de conduite : elle ne communique pas sur sa fortune, les montants alloués et leurs bénéficiaires. Dans le cadre de son enquête, le journaliste a entendu des personnes qui toutes ont souhaité garder l’anonymat. Certaines affirment que les sommes versées se montent à « au moins 100 millions de francs par année, voire peut-être 150 millions ». La fondation investit dans d’importants projets immobiliers, octroie des bourses d’études, soutient des associations actives dans le social, finance d’autres fondations spécialisées dans le désendettement ou l’insertion dans le monde du travail, soutient la culture et le sport (par exemple le Servette FC) – « son champ d’action est extrêmement vaste et varié ». Son influence permet ou non à des projets étatiques de se réaliser : par exemple un nouveau bâtiment des Archives d’État (financé pour moitié, 25 millions) et les nouveaux locaux de la Haute École d'art et de design (HEAD) (achat de trois bâtiments pour 100 millions). À l’inverse, un projet du Conseil d’État en 2010 à la pointe de la Jonction n'a pas abouti (Blue Brain project). Une structure légère d’une dizaine de personnes répondrait rapidement et sans trop de formalités à près de 4 000 demandes par année. La réalisation du pont Hans-Wilsdorf sur l’Arve, terminé en 2012, a été entièrement financé par la fondation.
En mars 2018, la Fondation s’engage dans le financement d’un nouveau bâtiment pour les Archives d'État de Genève (au travers d’une association, « L'avenir du passé »). Elle offre la moitié des cinquante millions nécessaires à la transformation de l’arsenal de Plainpalais et la construction d’un dépôt souterrain de deux niveaux. Le président du Conseil d’État, François Longchamp, affirme que « Sans cette aide, on aurait sans doute dû envisager un simple bâtiment fonctionnel de type industriel ».
La Fondation rachète en août 2019 à la plus grande surprise du public un ensemble de bâtiments au centre-ville, le « Mont-Blanc Centre », un complexe architectural construit en 1952 par Marc-Joseph Saugey. Il s'agit d’immeubles aux 1-3 rue du Cendrier et 19-21 rue de Chantepoulet (protégés), et d’une salle de cinéma, « Le Plaza » (1 250 sièges). Fermé depuis 2004, le cinéma avait déjà reçu une autorisation de détruire, pour être remplacé par un parc de stationnement souterrain, des logements pour étudiants et des commerces. La salle sera finalement rénovée et améliorée.
En mai 2025, la Fondation s’allie au Canton de Genève pour créer une nouvelle fondation d’aide aux organisations autant internationales que non gouvernementales basées à Genève, afin de leur donner les moyens de faire face « aux défis posés par la baisse des financements » (dans le contexte du désengagement des États-Unis, particulièrement via USAID). Chaque entité verse initialement 25 millions de francs.